# Eureka Scientific
Eureka Scientific, Inc. (Eureka Scientific) es una corporación 501(c)(3) sin fines de lucro, con sede en Oakland, California, fundada en 1992 por ocho científicos investigadores de la Universidad de California, Berkeley.

## Historia
En 1992, la astrónoma estadounidense Carol Christian y sus colegas, incluido el físico estadounidense John Vallerga de UC Berkeley, decidieron fundar una corporación en California, llamada Eureka Scientific, Inc., como conducto para las solicitudes de subvenciones federales de astrofísicos y astrónomos.  La razón fue que UC Berkeley no permitió que Carol Christian presentara una propuesta de subvención a la NASA, ya que no ocupaba ningún puesto docente permanente, aunque era miembro del equipo Extreme Ultraviolet Explorer, que ayudó a desarrollar y construir eso. Cuando se formó Eureka Scientific, Inc., se nombró tesorero a John Vallerga, quien cree que "los científicos deberían tener la oportunidad de actuar como agentes libres y negociar los mejores tratos", aunque UC Berkeley no tiene ningún problema con Eureka Scientific mientras ya que no utilizan las instalaciones de la universidad. Antes de eso, el científico planetario estadounidense Roger C. Wiens se quejó de que no podía presentar ninguna propuesta de subvención como investigador principal, ya que ha ocupado puestos no permanentes en el Instituto de Tecnología de California y la Universidad de California, San Diego. pero escribió como fantasma para cinco propuestas diferentes. Sin embargo, en una entrevista con Science Magazine, el decano de investigación y política de posgrado de la Universidad de Stanford argumentó que tal medida es necesaria "para mantener la reputación y la calidad de la investigación y para asegurar el uso apropiado de las instalaciones universitarias".

## Colaboradores

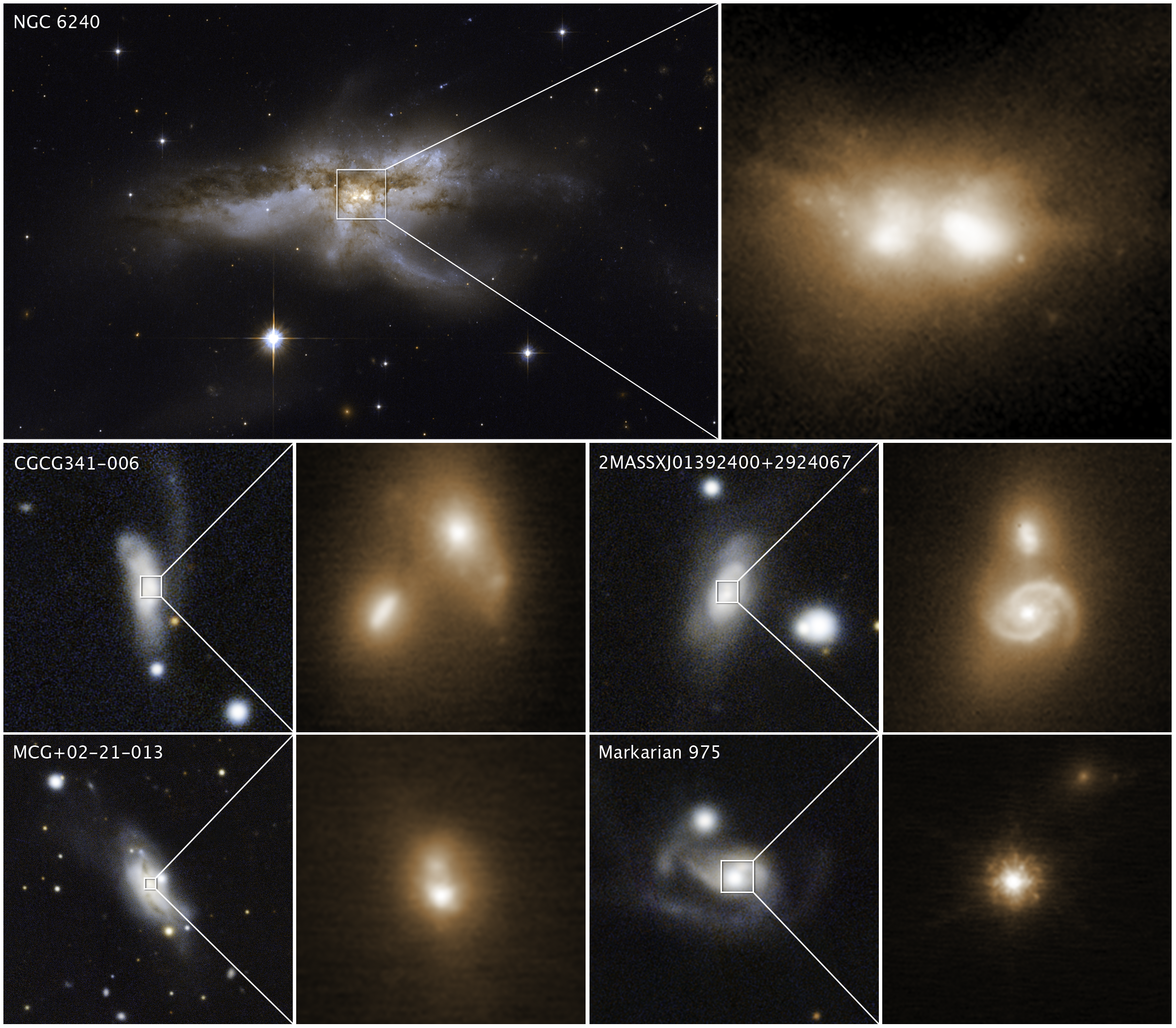
Hubble and Keck observatories of colliding galaxies.

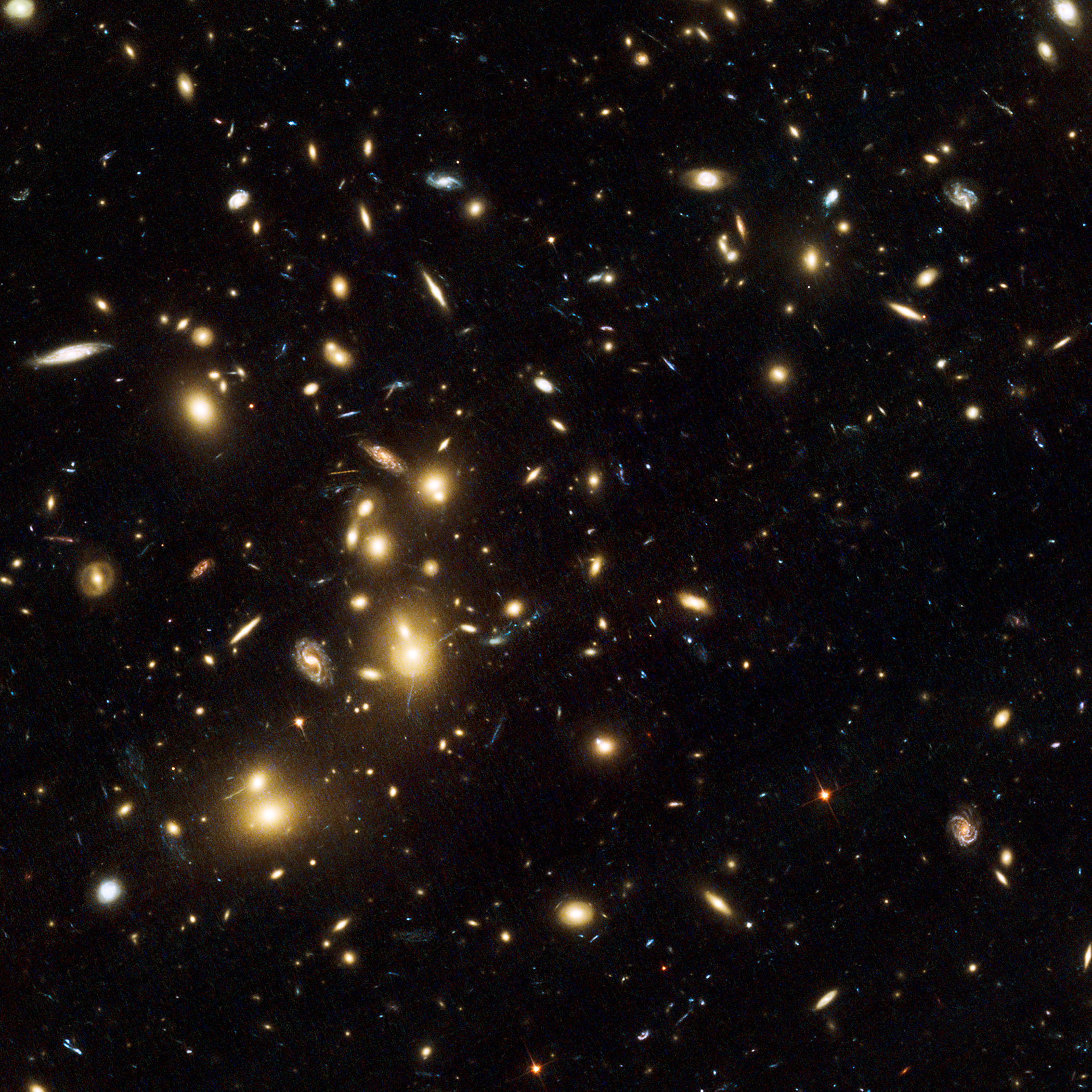
Hubble images of Abell 2744.

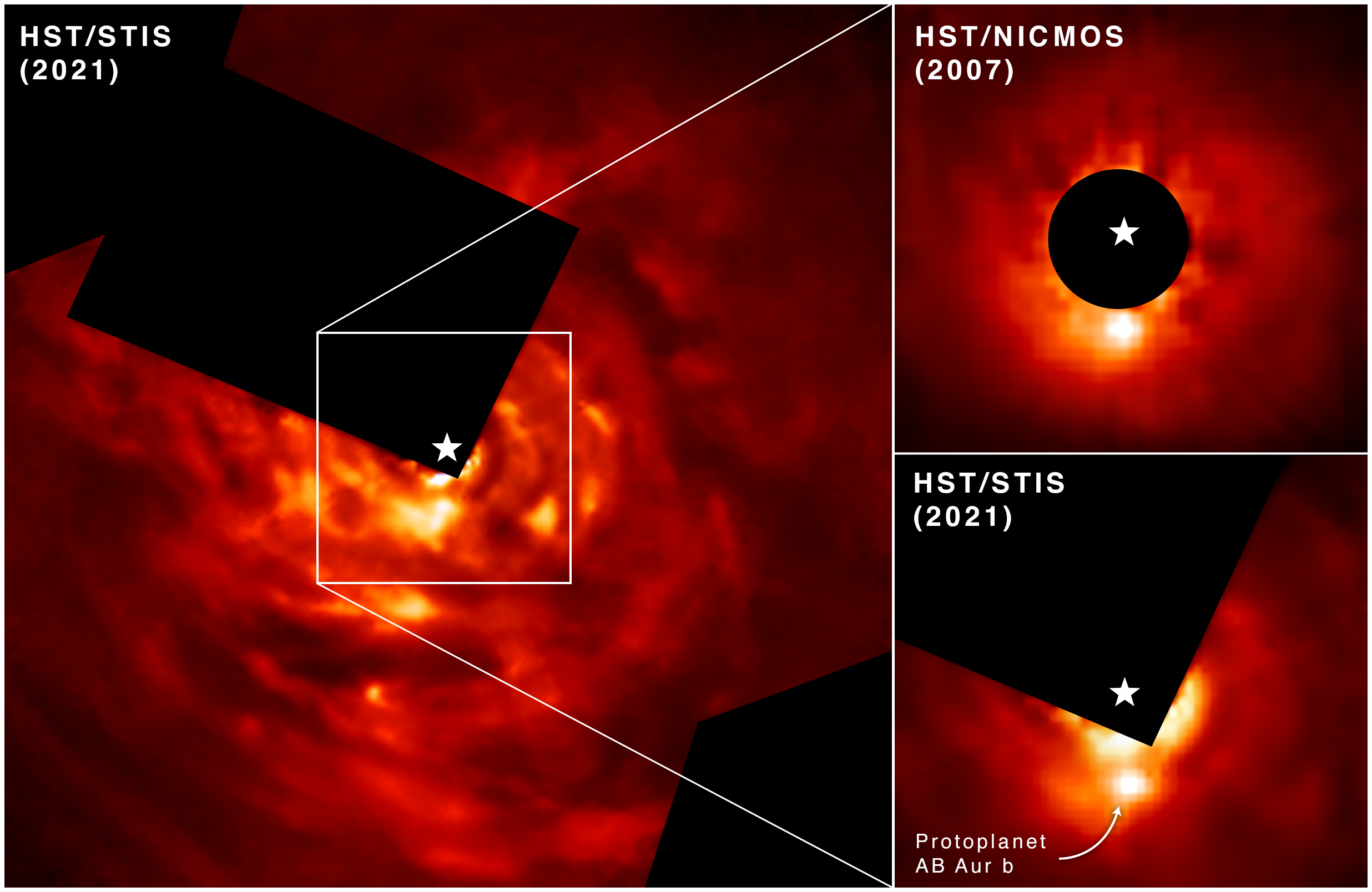
HST Image of Jupiter-like Protoplanet.

Según Nature Index, que es una base de datos que rastrea las conexiones de las instituciones y sus impactos científicos, los 5 principales colaboradores estadounidenses de Eureka Scientific incluyen la Universidad de Virginia Occidental (WVU), el Laboratorio de Propulsión a Chorro (JPL), la Universidad Cornell, la Universidad de Wisconsin-Milwaukee ( UWM), y la Administración Nacional de Aeronáutica y del Espacio (NASA), mientras que sus 5 principales colaboradores internacionales son la Universidad de Southampton (Soton), la Universidad de La Laguna (ULL), la Universidad de Oxford, la Universidad de British Columbia (UBC), y Instituto Argentino de Radioastronomía (IAR). Según el Sistema de datos astrofísicos (ADS) de SAO/NASA, los principales colaboradores de Eureka Scientific en 2022 incluyen el Centro de vuelo espacial Goddard (GSFC), los Institutos Max Planck, el Instituto de ciencia del telescopio espacial (STScI), el Instituto de tecnología de California ( Caltech), la Fundación Kavli, la Universidad de Arizona, el Centro Harvard-Smithsonian de Astrofísica, la Universidad de Harvard, la Universidad de Maryland, College Park.